# Yoshida Shōin
Yoshida Shōin (吉田松陰; Hagi, 20 settembre 1830 – Tokyo, 21 novembre 1859) è stato un rivoluzionario e educatore giapponese.
Fu uno dei più importanti esponenti del movimento shishi, che precedette il rinnovamento Meiji. Inizialmente, seguendo il suo maestro Sakuma Shōzan, riteneva che fosse inevitabile aprirsi all'Occidente. Spinse per un'ulteriore espansione dei confini del paese, in particolare per l'occupazione di Formosa, Corea, Manciuria, Sachalin, Kamčatka e Filippine.
Dopo essere stato respinto dallo stesso commodoro Perry, che aveva tentato di avvicinare durante il suo primo arrivo nel 1853, si ritirò nel dominio di Chōshū da cui proveniva. Lì aprì una scuola attorno alla quale raccolse altri samurai di basso rango disillusi dalla presenza straniera. La scuola portò avanti ideali xenofobi, contro gli invasori occidentali, arrivando ad organizzare attacchi mirati di stampo terroristico, promuovendo l'autorità imperiale, contro quella dello shōgun, ritenuto al soldo degli stranieri.
Nonostante la giovane età, raccolse al suo seguito molti discepoli che avrebbero contribuito a fondare il Giappone moderno. Oggi viene definito il padre del Grande Giappone.

## Biografia
Yoshida Shōin era figlio di un samurai di basso rango del dominio di Chōshū. All'età di 5 anni venne adottato dallo zio Yoshida, un insegnante militare. Apprese quindi l'arte bellica e alla morte di suo zio ereditò il suo incarico di insegnante di scienze belliche Yamaga-ryu.
Allievo di Sakuma Shōzan a Tokyo, venne influenzato dalle idee rivoluzionarie, in particolare dopo aver assistito alla disastrosa sconfitta della Cina durante la guerra dell'oppio. Si convinse che l'arte militare Yamaga-ryu fosse ormai obsoleta se paragonata alla scienza bellica occidentale, e nel 1852 intraprese un viaggio nel Giappone nordorientale, dove si rese conto dell'importanza della cultura occidentale.
Si dedicò per tutta la vita agli studi e all'insegnamento, divenendo un grande teorico politico. La sua scuola nel villaggio di Matsushita venne frequentata da alcuni dei fautori della rivoluzione post-riforma come Kusaka Genzui, Takasugi Shinsaku, Kido Takayoshi, Itō Hirobumi, Yamagata Aritomo e Inoue Kaoru.
Negli ultimi anni della sua vita assistette all'arrivo delle navi nere del Commodoro Matthew Perry, segno della fine dell'era Tokugawa che avrebbe aperto il Giappone per la prima volta all'Occidente. Tentò invano di lasciare il paese a bordo della nave del Commodoro Perry per studiare la cultura occidentale, ma venne arrestato e poi rilasciato. Partecipò alla rivolta contro le politiche del bakufu, in particolare per via degli ineguali trattati stipulati con le potenze occidentali.
La scelta di assassinare Ii Naosuke, tairō (reggente) dello shogunato Tokugawa, gli costò la pena capitale, che affrontò stoicamente.

## Il pensiero
Le idee di Yoshida Shōin esercitarono una grande influenza sul principe Itō Hirobumi, uno dei padri della costituzione giapponese, e sul principe Yamagata Aritomo, che ammodernò l'esercito nipponico.
Pur mostrando grande reverenza nei confronti dell'imperatore riguardo alla fondazione di un Giappone moderno, Yoshida Shōin si oppose in maniera cauta al bakufu (il governo degli shōgun), ritenendo che questi avrebbero dovuto arrendersi all'imperatore in maniera volontaria e per vie legali e pacifiche.
In materia di difesa nazionale, riteneva che fossero necessari una buona conoscenza geografica e un esercito moderno ispirato ai modelli europei. In materia bellica venne influenzato dagli scritti confuciani del samurai Yamaga Sokō (1622-1685), maestro del capo dei quarantasette ronin Ōishi Yoshio. In particolare si ipotizza che la serie di lezioni Bukyō Shōgaku abbia giocato un ruolo decisivo nella massima fedeltà all'imperatore di Yoshida Shōin.
Yoshida Shōin si occupò anche del concetto di kokutai, definito come l'essenza della nazione. Egli sosteneva che questo concetto fosse estendibile a ogni paese, ma che quello giapponese fosse superiore per via della lealtà dei sudditi all'imperatore, la quale a suo avviso si era completamente persa nell'impero cinese.
Nei suoi "Appunti di un prigioniero in una stanza oscura", opera che scrisse in carcere dopo il tentativo fallito di fuggire in Occidente, Yoshida Shōin delinea un suo piano di espansione del Giappone che avrebbe interessato l'Asia ad esclusione degli occidentali, un'idea assai condivisa dai politici giapponesi in tempi moderni. Più precisamente, fa riferimento all'istituzione di clan signorili a Hokkaidō, alla conquista della Kamčatka, delle Isole Curili, dell'arcipelago Ryūkyū e della Corea, nonché di parte della Manciuria, di Formosa e delle Filippine, mostrando sempre più un atteggiamento aggressivo.
Similmente a Hashimoto Sanai, Yoshida Shōin riteneva che una politica espansionistica avrebbe garantito un'alleanza con qualche potenza occidentale, elevando così il Giappone allo status di potenza mondiale. Per far ciò, credeva fosse necessario innanzitutto consolidare il controllo di Hokkaidō e Sachalin, prima che l'impero russo potesse fare altrettanto, poi procedere con la conquista della Kamčatka e del Mare di Ochotsk.